# Максимович, Иосиф Антонович
Иосиф Антонович Максимович (1898 — 1973) — советский военачальник, генерал-майор (13.9.1944).

## Биография
До службы в армии  работал формовщиком на кирпичном заводе в г. Луцк, с сентября 1914 г. — кочегаром и пом. машиниста на ж.-д. станциях Луцк и Конотоп.

### Военная служба

#### Гражданская война
В Гражданскую войну 20 ноября 1917 г. добровольно вступил во 2-й Конотопский красногвардейский отряд и участвовал с ним в боях с гайдамаками в районах Золотоноша, Черкассы, Бобринская, Белая Церковь, с марта — сражался с немцами под Белгородом, Путивлем и Конотопом. В мае 1918 г. в Курске перешел в Красную Армию и зачислен красноармейцем в 3-й Московский советский полк. В его составе воевал на Восточном фронте с белочехами под Сызранью и Симбирском. С августа 1918 по ноябрь 1919 г. учился на Тульских пехотных командных курсах, после окончания командовал взводом, ротой и батальоном в 465-м стрелковом полку. В его составе воевал против генералов А. И. Деникина и П. Н. Врангеля на каховском плацдарме, в районах Грушевка, Нижний Рогачик и на Перекопе. Четырежды за войну был ранен. За боевые отличия в октябре 1920 г. награжден орденом Красного Знамени (приказ РВСР № 92-1923 г.).

#### Межвоенный период
После войны с мая 1921 г. командовал ротой в отдельном Черноморском батальоне войск ВЧК, с декабря — в отдельном караульном батальоне по охране артиллерийских складов КВО. С июля 1922 г. командовал этим батальоном, а в сентябре был уволен в долгосрочный отпуск. Работал начальником районной милиции в Уманском, Бердичевском и Днепропетровском округах.
Известно, что в 1923 году был командиром роты 465-го полка.
В июне 1930 г. призван в войска ОГПУ и служил затем начальником 154-го и 147-го отрядов ВОХР. С января 1933 г. командовал дивизионом в 49-м полку войск ОГПУ. С октября 1933 по май 1935 г. учился в Высшей пограничной школе НКВД в Москве, затем был назначен командиром и комиссаром 108-го отдельного дивизиона НКВД. С января 1936 г. исполнял должность командира и комиссара 166-го полка войск НКВД. В январе 1938 г. «за притупление классовой бдительности» был уволен в запас. Работал в Управлении Бучанских кирпичных заводов начальником подготовки кадров.
В марте 1940 г. специальной комиссией при Киевском областном военкомате восстановлен в кадрах Красной армии и назначен пом. командира батальона Малинских пехотных КУКС запаса. С сентября был пом. командира батальона и пом. начальника по МТО 1-го Бердичевского пехотного училища.

#### Великая Отечественная война
С началом  войны с июля 1941 г. командовал батальонами в Ульяновском, а с мая 1942 г. — Куйбышевском пехотных училищах. С августа 1942 г. и.д. командира 104-го стрелкового полка 62-й стрелковой дивизии, находившейся в это время в резерве Ставки ВГК в ПриВО. 7 октября она прибыла на Донской фронт в район Сталино, затем с 16 октября вошла в состав 66-й армии и вела тяжелые наступательные бои в районе Котлубань. В ходе их 31 октября подполковник И. А. Максимович был ранен и до 18 декабря находился в госпитале в г. Куйбышев. Затем состоял в распоряжении Военного совета Донского фронта, а с 18 января 1943 г. командовал 706-м стрелковым полком 204-й стрелковой дивизии. В составе 64-й армии участвовал в боях по уничтожению окруженной в Сталинграде группировки противника (в южной части Сталинграда и непосредственно на улицах города). 31 января 1943 г. части дивизии первыми в армии встретились с частями 62-й армии и завершили разгром южной сталинградской группировки врага. С 5 февраля по 1 марта 1943 г. дивизия находилась в резерве ВГК. За успешные боевые действия, организованность, дисциплину, мужество и отвагу личного состава приказом НКО № 104 от 1.3.1943 она была преобразована в 78-ю гвардейскую, а 706-й стрелковый полк — в 225-й гвардейский. С апреля 1943 г. подполковник И. А. Максимович исполнял должность зам. командира 78-й гвардейской стрелковой дивизии. С июня 1943 по 25 апреля 1944 г. учился в Высшей военной академии им. К. Е. Ворошилова. После окончания ее ускоренного курса направлен на 3-й Украинский фронт и с 26 мая 1944 г. вступил в командование 34-й гвардейской стрелковой Енакиевской Краснознаменной дивизией, находившейся в обороне по восточному берегу Днестровского Лимана. С августа 1944 г. она приняла участие в Ясско-Кишинёвской наступательной операции, в ходе которой овладела сильным укрепленным районом противника Толмаз, форсировала р. Прут и захватила плацдарм на ее правом берегу. В сентябре ее части перешли румыно-болгарскую границу и участвовали в освобождении Румынии и Болгарии. В ходе Дебреценской наступательной операции 13 октября 1944 г. И. А. Максимович был тяжело ранен и до 10 января 1945 г. находился в госпитале, затем направлен на 3-й Белорусский фронт и с 13 февраля вступил в командование 2-й гвардейской стрелковой Таманской Краснознаменной ордена Суворова дивизией. В составе 2-й гвардейской армии участвовал с ней в Восточно-Прусской, Инстербургско-Кёнигсбергской и Земландской наступательных операциях, в ликвидации группировок немцев северо-западнее Кёнигсберга и на Земландском полуострове.
Комдив Максимович за время войны был четыре раза персонально упомянут в благодарственных приказах Верховного Главнокомандующего.

#### Послевоенное время
После войны с 8 мая по 15 сентября 1945	г. генерал-майор И. А. Максимович по болезни находился в госпитале, затем состоял в распоряжении ГУК. 15.1.1946 уволен в запас.

## Награды
- два ордена Ленина[2];
- два ордена Красного Знамени;
- орден Суворова 2 степени;
- орден Кутузова 2 степени;
- орден Красной Звезды;
- медали

Приказы (благодарности) Верховного Главнокомандующего в которых отмечен И. А. Максимович.
- За прорыв сильно укрепленной обороны противника южнее Бендер и освобождение более 150 населенных пунктов, в том числе крупные населенные пункты Каушаны, Чимишлия, Лейпциг, Тарутино. 22 августа 1944 года. № 169.
- За овладение городом Галац – крупным железнодорожным узлом и важнейшим портом на Дунае. 27 августа 1944 года. № 178.
- За овладение городом Браилов – крупным речным портом и важным опорным пунктом обороны немецких захватчиков на Дунае. 28 августа 1944 года. № 179.
- За завершение ликвидации окруженной восточно-прусской группы немецких войск юго-западнее Кенигсберга. 29 марта 1945 года. № 317.